# Tabanus katoi
Tabanus katoi är en tvåvingeart som beskrevs av Hiromichi Kono och Takahasi 1940. Tabanus katoi ingår i släktet Tabanus och familjen bromsar. Inga underarter finns listade i Catalogue of Life.